# Worcestershire Championships
Die Worcestershire Championships waren offene internationale Meisterschaften im Badminton von Worcestershire. Sie waren eines der bedeutendsten internationalen Badmintonturniere in der Anfangszeit des Sports und wurden seit den 1920er Jahren ausgetragen. Mit der Ausbreitung des Badmintonsports über alle Kontinente verloren die Titelkämpfe in den 1970er Jahren an internationaler Bedeutung.

## Sieger
| Saison    | Herreneinzel    | Dameneinzel     | Herrendoppel                    | Damendoppel                    | Mixed                          |
| --------- | --------------- | --------------- | ------------------------------- | ------------------------------ | ------------------------------ |
| 1948      | M. Robinson     | C. M. Robinson  | Maurice Field John D. McColl    | Lucy Barlow P. Strudwick       | M. Robinson C. M. Robinson     |
| 1949      | Noel B. Radford | C. M. Robinson  | Noel B. Radford M. Robinson     | Joy Saunders Audrey Stone      | Noel B. Radford Joy Saunders   |
| 1950 1955 | keine Daten     | keine Daten     | keine Daten                     | keine Daten                    | keine Daten                    |
| 1956      | John D. McColl  | Brenda Bird     | John D. McColl F. John Shaw     | I. Greatrex Marjorie Warren    | John D. McColl Marjorie Warren |
| 1957      | Oon Chong Teik  | Tonny Petersen  | John D. McColl Michael Rawlings | June Timperley Heather Ward    | Oon Chong Teik Tonny Petersen  |
| 1958      | Hugh Findlay    | Brenda Bird     | R. Quiddington Ciro Ciniglio    | M. Rooke C. M. Robinson        | John D. McColl Marjorie Warren |
| 1959 1979 | keine Daten     | keine Daten     | keine Daten                     | keine Daten                    | keine Daten                    |
| 1980      | Michael Wilks   | Barbara Beckett | Michael Wilks Peter Bullivant   | Sally Leadbeater Gillian Clark | John Cocker Bridget Cooper     |
| seit 1981 | keine Daten     | keine Daten     | keine Daten                     | keine Daten                    | keine Daten                    |